# Herbulotia agilata
Herbulotia agilata là một loài bướm đêm trong họ Geometridae.